# Geranium schrenkianum
Geranium schrenkianum là một loài thực vật có hoa trong họ Mỏ hạc. Loài này được Trautv. ex Becker mô tả khoa học đầu tiên năm 1882.